# Carleton Scott
Carleton Goolsby Scott (Homestead, 9 ottobre 1988) è un ex cestista statunitense.

## Carriera
Dopo tre stagioni alla University of Notre Dame, ha disputato 6 partite in LEB Oro con il Cáceres. Si è poi trasferito ai Güssing Knights in Österreichische Basketball Bundesliga, con cui ha disputato 27 incontri.
Nel 2012-13 i Brooklyn Nets lo inseriscono nel roster dei Springfield Armor, formazione della NBA D-League, lega di sviluppo della NBA. Successivamente, dalla stagione 2013-2014, è in Serie A con la maglia della Juvecaserta rimanendovi per due stagioni.
Nel 2015 firma con la formazione belga del Antwerp Giants (Ligue Ethias) dove raggiunge la terza posizione in campionato e i quarti di finale di FIBA Europe Cup. Nel 2016 si trasferisce nuovamente in Italia ingaggiato dalla Pallacanestro Trapani in Serie A2.